# 영인프런티어
영인프런티어는 항체 제조 및 항체신약개발, 생명공학 관련 과학기기 판매를 영위하는 코스닥 상장기업이다. 사업은 항체 생산 및 판매, 항체신약개발을 담당하는 바이오사업부와 생명공학 관련 과학장비를 판매하는 과학기기사업부로 구성된다.
대한민국에서는 기초과학 장비의 대부분을 자체 생산하지 못하고 수입하고 있는 상황이며, 영인프런티어는 Thermo Fisher, Restek 등의 글로벌 메이커들로부터 제품을 독점수입하여 판매하고 있다. 매출구성은 과학기기 73%, 항체 27%로 이루어진다.

## 삼성 바이오 관련주
2015년 7월에는 삼성그룹 계열인 삼성바이오로직스에서 바이오시밀러 등 바이오 관련 사업에 적극적으로 투자할 것이라는 소식이 전해지며 수혜 기대감에 크게 오른 일이 있다. 영인프런티어는 이때 함께 상승한 서린바이오, 바이넥스 등과 함께 삼성 바이오 관련 테마주를 형성하게 되었다.

## 참고 문헌
1. ↑  "제2의 반도체로" 삼성 사장 한마디에…삼성바이오 관련주 날았다 보관됨 2015-07-23 - 웨이백 머신, 이데일리 2015.07.22